# Lalla Ericsson
Lalla Ericsson, född som Anna Karolina Dorotea Edman 15 november 1889 i Katarina församling, död 26 december 1972 i Engelbrekts församling, var en svensk företagare och modeskapare. Hennes modeskapande uppmärksammades för dess färger och dess drapering, och var bland annat inspirerat av Christian Dior, Maggy Rouff, Jeanne Lanvin och Edward Molyneux. Hon var under många år chef för Edman & Anderssons modesalonger i Stockholm, ett av Sveriges ledande hus för parisisk haute couture.
Lalla Ericsson var dotter till metallarbetaren Carl Fredrik Edman och Anna Emerentia Svensson. Hon gifte sig 9 april 1914 med Ernst Gunnar Ericsson (1889–1972).